# Hipódromo de Åby
El Hipódromo de Åby (en sueco: Åbytravet) es una pista de carreras de caballos que se encuentra en Mölndal, a 10 km al sur de Gotemburgo, Suecia. Åby fue inaugurado en 1936 como una pista para carreras para competencias con arnés, así como para las carreras de pura sangre. Desde octubre de 1976, la pista se ha dedicado a potenciar las carreras exclusivamente. Åby es la segunda mayor pista de carreras con arnés en Suecia. La longitud de la pista es de 1.000 metros.